# Pět dynastií a deset říší

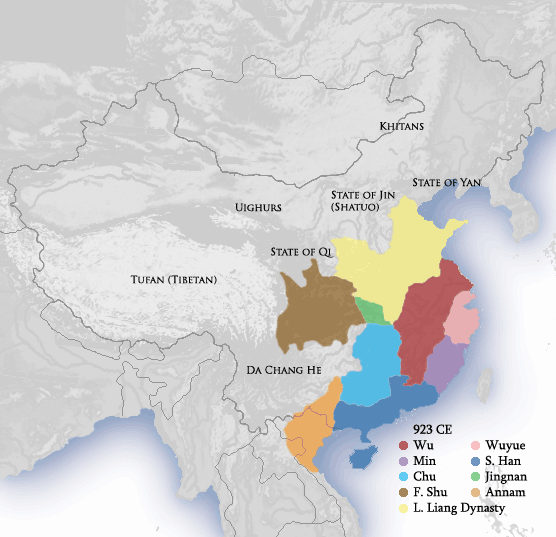
Čína roku 923

Pět dynastií a deset říší (čínsky v českém přepisu Wu-taj š’-kuo, pchin-jinem Wǔdài Shíguó, znaky zjednodušené 五代十国, tradiční 五代十國, doslova „pět období a deset zemí“) je tradiční označení pro éru politické nestability v Číně v letech 907–960, počínající zánikem říše Tchang a končící ustavením říše Sung. Po roce 907 se v severní Číně vystřídalo pět dynastií, zatímco jih byl rozdělen mezi desítku států.
Pět dynastií bylo Pozdní Liang (907–923), Pozdní Tchang (923–936), Pozdní Ťin (936–947), Pozdní Chan (947–951) a Pozdní Čou (951–960).
K deseti říším jsou počítány Wu (907–937), Wu-jüe (907–978), Čchu (907–951), Rané Šu (907–925), Min (909–945), Jižní Chan (917–971), Ťing-nan (924–963), Pozdní Šu (934–965), Jižní Tchang (937–976) v jižní Číně a Severní Chan (951–979) na severu.
Kromě patnácti výše zmíněných existovaly i další nezávislé státy a panství – Jen (911–914), Čchi (907–924), Čao (910–921/922), I-wu (910–921), Wu-pching, Čching-jüan, Jin (943–945), Kan-čou, Ša-čou a Liang-čou.

## Rozpad říše Tchang
Ke konci říše Tchang její vláda poskytla větší pravomoci regionálním vojenským guvernérům ťie-tu-š’. Povstání Chuang Čchaoa (874–884) ještě více oslabilo autoritu tchangské vlády a v následujících desetiletích ťie-tu-š’ spravovali svěřená území prakticky nezávisle. Počátkem 10. století byli nejsilnějšími ťie-tu-š’ v severní Číně:
- Ču Wen v Pien-čou (dnešní Kchaj-feng v provincii Che-nan), zakladatel říše Pozdní Liang,
- Li Kche-jung a Li Cchun-sü v Tchaj-jüanu (v Šan-si), z jejichž panství vznikla říše Pozdní Tchang,
- Liou Žen-kung a Liou Šou-kuang v Jou-čou (dnešní Peking), na jejichž území vznikl stát Jen,
- Li Mao-čen ve Feng-siangu (v Šen-si), který založil stát Čchi,
- Luo Šao-wej ve Wej-po (dnešní Ta-ming v Che-peji),
- Wang Žung v Čen-čou (dnešní Čen-ting v Che-peji),
- Wang Čchu-č’ v Ting-čou (v Che-peji).

V jižní Číně:
- Jang Sing-mi v Jang-čou, jehož syn založil stát Wu,
- Čchien Liou v Chang-čou, zakladatel státu Wu-jüe,
- Ma Jin v Tchan-čou (dnešní Čchang-ša v Chu-nanu), zakladatel státu Čchu,
- Wang Šen-č’ ve Fu-čou, zakladatel státu Min,
- Liou Jin v Kuang-čou, jehož bratr později založil stát Jižní Chan,
- Wang Ťien v Čcheng-tu (v S’-čchuanu), zakladatel státu Rané Šu.

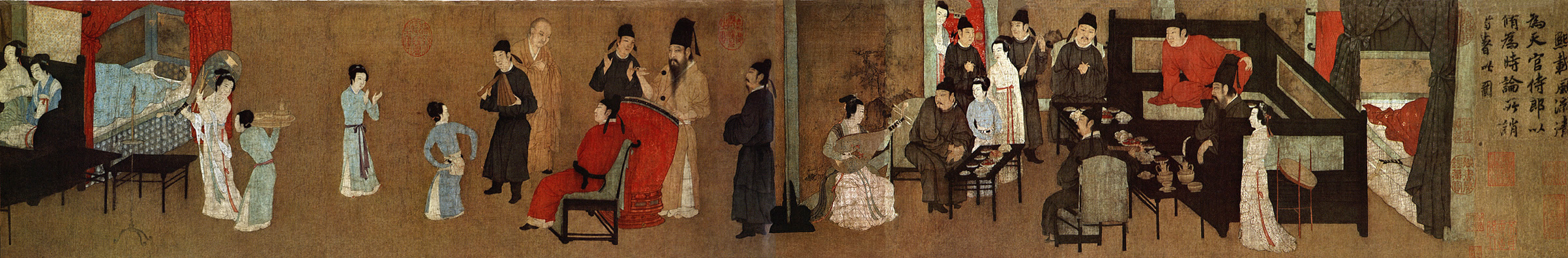
Část sungské kopie (z 12. století) Nočních zábav Chan Si-caje, Ku Chung-čung, 10. století. Vpravo baví skupinu hostů hráčka na loutnu pchi-pcha.

## Severní Čína

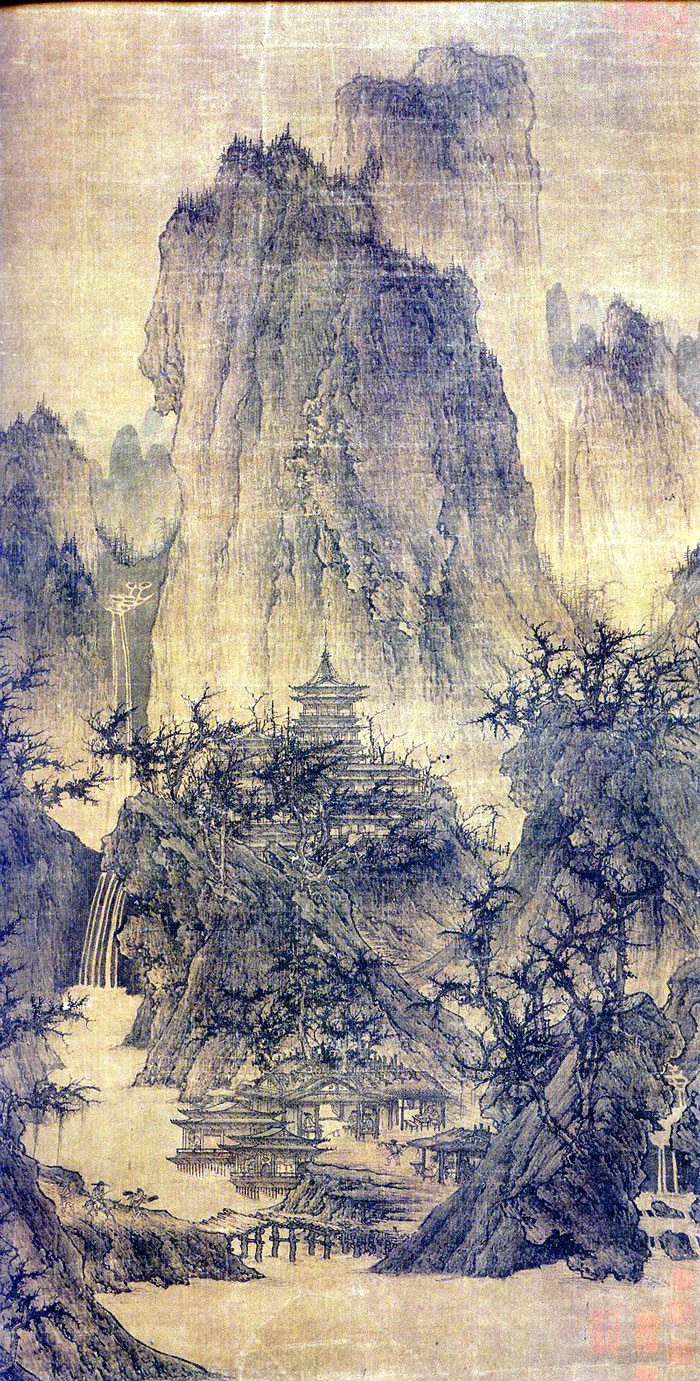
Osamělý klášter v jasných horách, Li Čcheng (cca 919–967)

Ču Wen, původně generál povstalecké Chuang Čchaovy armády, přešel na stranu tchangské vlády a hrál klíčovou roli v porážce povstalců. Obdržel titul Süan-wu ťie-tu-š’ a během několika let upevnil svou moc zničením sousedních správců a stal se nejvlivnějším mužem severní Číny. Roku 904 donutil císaře Čao-cunga k přesunu hlavního města do Luo-jangu, kde ho mohl kontrolovat a o několik měsíců později ho popravil. Novým císařem jmenoval dvanáctiletého Aj-tiho. O tři roky později ho donutil k abdikaci a sám se stal císařem říše (Pozdní) Liang.
Říše Liang nezískala uznání všech tchangských ťie-tu-š’, někteří odmítli uznat novou dynastii a vyhlásili nezávislost. Nesmiřitelný postoj vůči liangské vládě zaujali zejména šatoský kníže z Ťin Li Cchun-sü v Tchaj-jüanu a Liou Šou-kuang v Jou-čou (Pekingu). V nastalé válce zvítězili Šatoové Li Cchun-süa, roku 915 dobyli Liouovu říši Jen a roku 923 obnovili říši Tchang s Li Cchun-süem na císařském trůnu (pro odlišení od svého vzoru získala od historiků označení Pozdní Tchang). Téhož roku zlikvidovali říši Liang. Tchangskému císaři se podřídila celá severní Čína, roku 925 dobyl i stát Rané Šu v S’-čchuanu.
Relativní klid vydržel jen několik let. Roku 934 odpadl S’-čchuan, kde se ustavilo císařství Pozdní Šu. Vnitřní boje v tchangském státě vyvrcholily roku 936, kdy povstal generál Š’ Ťing-tchang, s pomocí kitanské říše Liao svrhl dynastii Pozdní Tchang a sám se stal císařem říše (Pozdní) Ťin. Za odměnu Kitané získali kromě tributu i šestnáct pohraničních krajů na severovýchodě Číny.
Ťinský císař byl závislý na Kitanech, po několika letech se však vzájemné vztahy zhoršily a roku 943 začala válka, která po třech letech vyústila v dobytí ťinského hlavního města – Kchaj-fengu – a zánik ťinského státu. Sever Číny však Kitané drželi jen krátce, jejich císař zemřel roku 947 na cestě domů a proti Kitanům vypuklo povstání v čele se šatoským ťie-tu-š’ tchajjüanské oblasti Liou Č’-jüanem, který se roku 947 prohlásil císařem říše Pozdní Chan.
Říše Pozdní Chan vydržela jen necelé čtyři roky. Začátkem roku 951 se vzbouřil čínský generál Kuo Wej, prohlásil se císařem dynastie Pozdní Čou a ovládl většinu severní Číny. V Tchaj-jüanu se však císařem prohlásil člen chanské císařské rodiny Liou Čchung a udržel Šan-si. Jeho stát je pro odlišení od říše Pozdní Chan historiky nazýván Severní Chan. S pomocí Kitanů si Šatoové v Šan-si udrželi nezávislost až do roku 979.
Po úmrtí Kuo Weje roku 954 následoval adoptovaný syn Čchaj Žung. Ten roku 954 odrazil společný útok říší Severní Chan a Liao. Naopak v letech 956–958 útočil na jih, na říši Jižní Tchang, přičemž obsadil její území severně od Jang-c’-ťiang. Roku 959 se pokusil dobýt na Kitanech tzv. šestnáct pohraničních krajů, téhož roku zemřel.
Roku 960 se čouský generál Čao Kchuang-jin prohlásil císařem říše Sung a svrhl sedmiletého císaře říše Pozdní Čou. Sungský režim získal stabilitu, když si Čao Kchuang-jin udržel spolehlivou kontrolu armády, potlačil moc vojenských guvernérů ťie-tu-š’ a posílil vliv civilních úředníků. V letech 963–975 dobyl většinu jižní Číny, jeho bratr a nástupce císař Tchaj-cung do roku 982 úplně sjednotil zemi.

## Jižní Čína
V kontrastu k režimům severní Číny, které v rychlém tempu následovaly po sobě, státy jižní Číny vesměs existovaly současně, přičemž každý kontroloval určitou geografickou oblast.
Dnešní provincii Ťiang-su od roku 892 ovládal ťie-tu-š’ Jang Sing-mi, kterému roku 902 tchangská vláda udělila titul kníže z Wu (吳王). Jeho syn a nástupce Jang Wo neuznal Ču Wenův převrat roku 907 a novou dynastii Liang, od roku 907 byl tak pánem zcela nezávislého království (od roku 927 císařství) Wu. Rozkládalo se v dnešních provinciích Ťiang-su, An-chuej a Ťiang-si. Hlavním městem bylo zprvu Kuang-ling (dnešní Jang-čou), později Ťin-ling (dnešní Nanking). Říše zanikla roku 937, když Sü Č’-kao, fakticky stojící v čele wuské vlády, provedl státní převrat a zmocnil se trůnu, přičemž stát přejmenoval na Čchi a o dva roky později na (Jižní) Tchang.

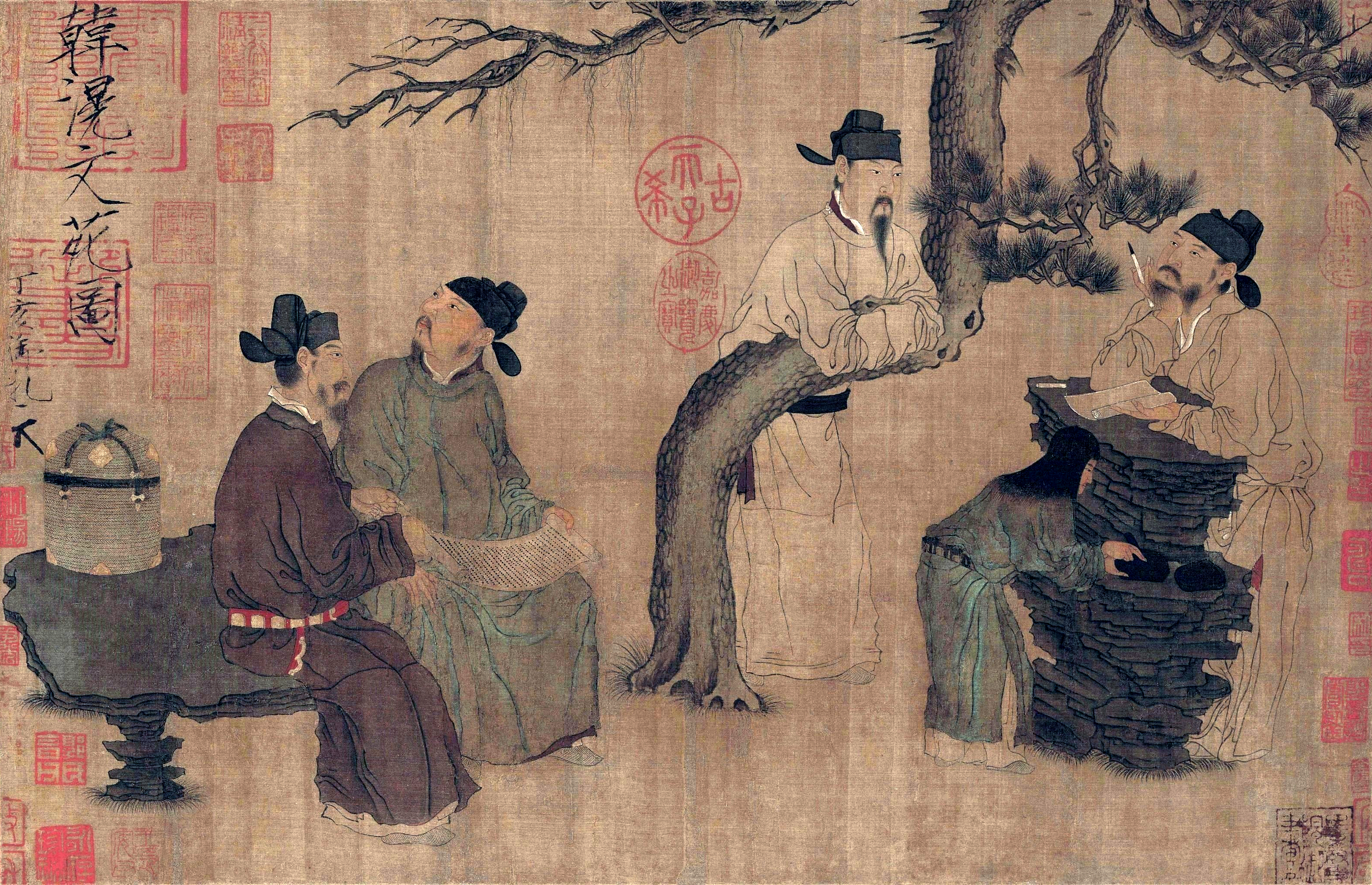
Literární zahrada, Čou Wen-ťü, 10. století

Říše Jižní Tchang se prohlásila za nástupkyni své slavné předchůdkyně a snažila se sjednotit zemi. Dobyla menší státy Jin, Min a (přechodně) Čchu; poté zahrnovala jižní An-chuej, část Ťiang-su, většinu Ťiang-si, Chu-nan a východní Chu-pej. Roku 961 uznala svou podřízenost říši Sung. Zanikla v letech 975/976, kdy ji obsadila sungská armáda a začlenila do sungského státu.
Království Wu-jüe bylo nejdéle přeživším státem z jižních říší, existovalo v letech 907–978. Patřilo mezi nejmocnější jižní státy, bylo známé svou učeností a kulturou. Založil ho Čchien Liou, který sídlil v Si-fu (dnešní Chang-čou). Zahrnovalo dnešní provincie Če-ťiang a jih Ťiang-su. Čchien Liou byl tchangskou vládou roku 902 jmenován knížetem z Jüe a o dva roky později i knížetem z Wu. Po pádu Tchangů roku 907 se prohlásil králem Wu-jüe. Království zůstalo nezávislé do roku 978, kdy se vzdalo říši Sung.

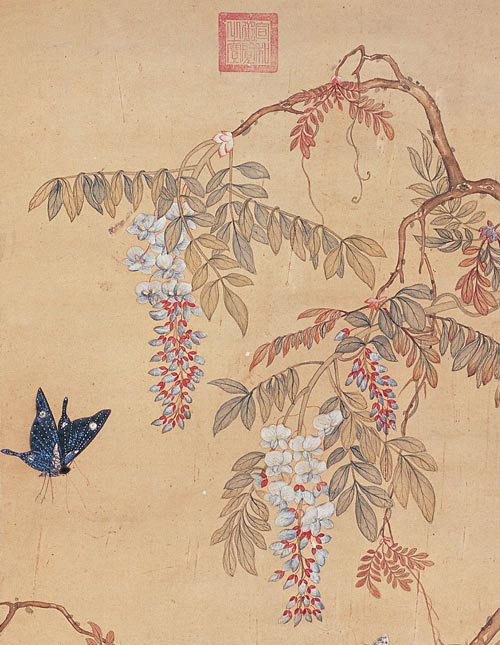
Motýl a vistárie, Sü Si (886–975)

Království Min (909–945) založil Wang Šen-č’, který roku 909 dostal titul krále od říše Pozdní Liang. Ze sídla v Čchang-le (moderním Fu-čou) ovládal území dnešní provincie Fu-ťien. Po úmrtí zakladatele státu se na trůně střídali jeho soupeřící synové. Jeden z nich roku 943 odtrhl severozápadní část státu pod názvem Jin. Minská vláda požádala o pomoc říši Jižní Tchang. Tchangská armáda poté roku 945 dobyla jak Jin, tak Min. Fu-čou s okolím však obsadilo Wu-jüe a v Čchüan-čou si udržel nezávislost (při formálním uznání jižnětchangské nadřazenosti) tamní ťie-tu-š’ Čchen Chung a jeho nástupci. Jejich panství zůstalo samostatné do roku 978, kdy ho zabrala říše Sung.
Na úplném jihu Číny dominoval od roku 905 ťie-tu-š’ Liou Jin. Roku 917 zemřel, jeho bratr a nástupce Liou Jen se prohlásil císařem říše Jüe, o dva roky později změnil název státu na (Jižní) Chan. Říše zahrnovala dnešní provincie Kuang-tung, Kuang-si a ostrov Chaj-nan; hlavní město bylo v Kuang-čou.
Současný Chu-nan a část Kuang-si ovládal Ma Jin, který roku 907 obdržel od císaře říše Pozdní Liang titul knížete z Čchu (楚王, Čchu wang). Ma Ťin zachovával věrnost říši Pozdní Liang a Pozdní Tchang, která ji roku 923 nahradila. Roku 927 obdržel od císaře říše Pozdní Tchang vyšší titul Čchu kuo-wang (楚國王, doslova „kníže/král země Čchu“) a od té doby vládl nezávisle. Království Čchu zaniklo roku 951, kdy bylo dobyto říší Jižní Tchang. Tchangská nadvláda trvala pouze rok, poté povstali čchuští důstojníci pod vedením Liou Jena. V dalších letech oblast postupně ovládalo několik ťie-tu-š’, než ji roku 963 obsadila sungská armáda.
Nejmenším z jižních států byl Ťing-nan (či Nan-pching) v dnešní provincii Chu-pej. Region spravoval od roku 905 ťie-tu-š’ Kao Ťi-sing, loajální k císařům říše Pozdní Liang. Od nové dynastie Pozdní Tchang roku 924 obdržel titul krále Nan-pchingu a od toho roku je Ťing-nan (či Nan-pching) počítán mezi samostatné státy. Království bylo malé a slabé, snažilo se proto udržovat dobré vztahy se severními říšemi, jejichž nadřazenost uznávalo. Roku 963 ho dobyla říše Sung.
Císařství Rané Šu vzniklo roku 907, když ťie-tu-š’ západního S’-čchuanu Wang Ťien obsadil i východní S’-čchuan a prohlásil se císařem. Sídlil v Čcheng-tu. Kromě S’-čchuanu vládl i v západním Chu-peji a jižních částech Kan-su a Šen-si. Roku 918 nastoupil Wang Ťienův syn Wang Jen, neschopný vládce. Roku 925 jeho stát dobyla armáda říše Pozdní Tchang.
S’-čchuan se znovu osamostatnil po jedenácti letech, roku 936, kdy tamní ťie-tu-š’ Meng Č’-siang využil rozkladu říše Pozdní Tchang a prohlásil se císařem. Jeho stát, Pozdní Šu, měl obdobnou rozlohu a stejné hlavní město jako jeho předchůdce. Říše trvala do roku 965, kdy podlehla sungské invazi.